# NGC 136
NGC 136 (другое обозначение — OCL 295) — рассеянное звёздное скопление, которое находится в созвездии Кассиопея на расстоянии около 17025 световых лет от Земли. Оно было открыто английским астрономом Уильямом Гершелем 26 ноября 1788 года. Этот объект входит в число перечисленных в оригинальной редакции «Нового общего каталога».

## Характеристики
NGC 136 расположено в центральной части созвездия Кассиопея, немного выше звёзд Нави и Каф. Первое глубокое  исследование скопления было проведено немецким астрономом Иоганном Хардорпом (нем. Johannes Hardorp) в 1960 году, который выделил в нём 30 звёзд. Наблюдения 2012 года выявили около 3526 звёзд. Масса скопления оценивается в 1365±2081 M☉, а масса ядра скопления — в 119±359 M☉. Размеры скопления составляют 4,0 угловой минуты в диаметре.